# Sherlyn
 (novembre 2020).
Si vous disposez d'ouvrages ou d'articles de référence ou si vous connaissez des sites web de qualité traitant du thème abordé ici, merci de compléter l'article en donnant les références utiles à sa vérifiabilité et en les liant à la section « Notes et références ».
Sherlyn Montserrat González Díaz (née le 14 octobre 1985 à Guadalajara, dans l'État de Jalisco) est une chanteuse et actrice mexicaine.
Sherlyn est une figure célèbre de la jeunesse et des enfants au Mexique. En plus de faire des feuilletons, elle a aussi fait ses débuts au cinéma, jouant des rôles de premier plan aux côtés de Dulce Maria et d’Anahí. Elle fait également partie du groupe musical Kids, aux côtés de Dulce Maria.

## Biographie
Ses débuts en tant qu'actrice ont eu lieu au cours de l'année 1993, lors de sa participation au film Zapatos Viejos, aux côtés de Gloria Trevi ; depuis 1989, elle avait d'autre part fait plusieurs apparitions dans la publicité.
En 1994, elle fait partie de la série humoristique Los papás de mis papás (Les Papas de mes papas) et joue également dans la telenovela  Agujetas de color de rosa.
En tant que chanteuse, elle a participé au groupe KIDS entre 1996 et 1998, et au programme Cantando por un sueño de 2006. 

### Carrière musicale
Sherlyn a appartenu au groupe KIDS de 1996 à 1998 au côté de Dulce María. 
Elle a également fait partie du groupe Clase 406, dans la telenovela du même nom, où jouaient également Anahi, Dulce María, Christian Chavez, Alfonso Herrera, Aaron Diaz (son petit ami d'alors) etc.
Récemment, Sherlyn a appartenu au groupe Camaleones dans la telenovela du même nom avec plusieurs autres acteurs.

## Filmographie

### Au cinéma
- 1993 : Zapatos viejos : Mary
- 1995 : Cilantro y perejil : Mariana
- 1996 : Carmin profond : Teresa
- 1997 : Elisa antes del fin del mundo : Elisa
- 1998 : Campo de ortigas : Penelope
- 1999 : La segunda noche : Laura
- 2001 : Serafín : Elisa
- 2002 : Juego de Niños : Teresa
- 2005 : Una de balazos : Assassin
- 2007 : Llamando a un angel
- 2008 : La venganza del valle de las muñecas
- 2009 : Nikté : Nikté
- 2009 : Sabel Redemption : Vanish

### À la télévision
- 1994 : Agujetas de color de rosa : Clarita
- 1996 : Marisol : Sofia « Piojito »
- 1998 : Huracán : Daniela
- 1999 : Amor gitano : Rosalinda
- 2000 : Mi destino eres tu : Georgina « Gina » San Vicente Fernandez
- 2001 : La intrusa : Maria de la Cruz « Maricruz » Roldan
- 2001 : Bonita : Milagros
- 2002-2003 : Clase 406 : Gabriela « Gaby » Chavez
- 2004 : Corazones al límite : Concepcion « Conny » Perez Avila
- 2005 : Alborada : Marina
- 2006 : Ugly Betty : Lourdes
- 2008 : Cuidado con el ángel : Rocio San Roman
- 2008 : Fuego en la sangre : Libia Reyes
- 2009 : Camaleones : Solange « Sol » Ponce de León
- 2009 : Mujeres asesinas : Laura, Confundida
- 2011 : Una familia con suerte : Ana López Torres
- 2012-2013 : Amores verdaderos : Liliana Arriaga Corona

## Théâtre
- 2006-2007 : Vaselina : Sandy
- 2010 : Agosto : Norma
- Papito querido
- L'Avare de Molière

## Prix
- Premios TV y novelas (2007)
- Premios Juventud (2006)
- Premios TV y novelas (2006)
- Una de balazos (2005)
- Celebremos México: Hecho en México (2004)